# Mario Riva (militare)
Mario Riva (Lentate sul Seveso, 17 settembre 1900 – Kolašin, 18 ottobre 1943) è stato un militare e partigiano italiano.

## Biografia
Di professione impiegato, fu richiamato alle armi come tenente di complemento nel 1940 e inviato in Albania. Promosso capitano, al momento dell'Armistizio di Cassibile si trovava a Kolašin, in Montenegro.
Passato al fianco dell'EPLJ, costituì il 2º Battaglione "Italia", composto da 150 uomini, che fu decimato dalle colonne tedesche il 18 ottobre 1943 al termine di uno scontro sanguinosissimo nel quale morì lo stesso Riva.